# Linda Dano
Linda Dano, nata Linda Rae Wildermuth (Long Beach, 12 maggio 1943), è un'attrice statunitense.
È famosa soprattutto per aver interpretato Rae Cummings in Una vita da vivere, di Cynthia Haines in Così gira il mondo e di Felicia Gallant in Destini.

## Biografia
Linda Dano nasce a Long Beach in California il 12 maggio 1943 dai suoi genitori Ted e Evelyn Wildermuth.

### Carriera
Il grande successo arriva nel 1978 quando entra nel cast principale della soap opera Una vita da vivere nel ruolo di Gretel Rae Cummings, rimanendo fino al 1980, tornando in seguito dal 1999 al 2004. Interpreta lo stesso ruolo come ospite dal 1999 al 2000 nella soap opera La valle dei pini, nel 2000 nella soap opera Port Charles e nel 2003 nella soap opera General Hospital. Nel 1981 entra nel cast principale della soap opera Così gira il mondo nel ruolo di Cynthia Haines. Rimane nel cast per un anno fino al 1982. Nel 1983 entra nel cast della soap opera Destini nel ruolo di Felicia Gallant rimanendo fino al 1999. Nel 2005 entra nel cast ricorrente nella soap opera Sentieri nel ruolo di Lena Kendall. Nel 2021 interpreta Vivian Alamain nella soap opera Il tempo della nostra vita.

### Vita privata
Nel 1963 Dano sposa Larry Peck ma divorziano nel 1967. Nel 1982 sposa Frank Attardi rimanendo sposati fino al 2004, anno della morte di lui. 

## Filmografia

### Cinema
- L'investigatore (1967)
- Un giorno... di prima mattina (1968)
- Hello, Dolly! (1969)
- Reservation Road (2007)

### Televisione
- Sulle strade della California - serie TV, 1 episodio (1973)
- Ironside - serie TV, 1 episodio (1974)
- Pepper Anderson - Agente speciale - serie TV, 1 episodio (1974)
- Squadra emergenza - serie TV, 2 episodi (1974, 1976)
- Harry O - serie TV, 1 episodio (1975)
- Agenzia Rockford - serie TV, 3 episodi (1975, 1976, 1977)
- Matt Helm - serie TV, 1 episodio (1976)
- Ultimo indizio – serie TV, 1 episodio (1976)
- Petrocelli - serie TV, 1 episodio (1976)
- Starsky & Hutch - serie TV, 1 episodio (1977)
- Charlie's Angels - serie TV, 1 episodio (1977)
- L'uomo da sei milioni di dollari - serie TV, 2 episodi (1977, 1978)
- Professione medico - serie TV, 1 episodio (1977)
- Barney Miller - serie TV, 1 episodio (1978)
- CHiPs - serie TV, 1 episodio (1978)
- Nel tunnel dei misteri con Nancy Drew e gli Hardy Boys - serie TV, 1 episodio (1978)
- Una vita da vivere - soap opera (1978-1980, 1999-2004)
- Così gira il mondo - soap opera (1981-1982)
- Destini - soap opera (1999-2000)
- La rabbia degli angeli - La storia continua - film TV (1986)
- Perry Mason: Il bacio che uccide - film TV (1993)
- Homicide - serie TV (1997)
- La valle dei pini - soap opera (1999-2000)
- Port Charles - soap opera (2000)
- General Hospital - soap opera (2003)
- See Jane Date - film TV (2003)
- Sentieri - soap opera (2005)
- Desperate Housewives - serie TV, 1 episodio (2005)
- Le cose che amo di te - serie TV, 1 episodio (2006)
- Il tempo della nostra vita - soap opera (2021)